# Kullen (kulle i Antarktis)
Kullen är en kulle i Antarktis. Den ligger i Östantarktis. Norge gör anspråk på området. Toppen på Kullen är 1 555 meter över havet.
Terrängen runt Kullen är platt norrut, men söderut är den kuperad. Trakten är glest befolkad. Närmaste befolkade plats är Sarie Marais, 2,9 kilometer nordväst om Kullen. 